# Liste der Mitglieder des ersten ernannten Landtages Schleswig-Holstein
Diese Liste gibt einen Überblick über alle Mitglieder des Landtags von Schleswig-Holstein im ersten ernannten Landtag (26. Februar bis 11. November 1946).
Die Mitglieder dieses Landtages wurden von der britischen Militärregierung ernannt.

## Präsidium
- Präsident:
 Paul Husfeldt (CDU)
- Erster Vizepräsident:
 Karl Panitzki (SPD)
- Zweiter Vizepräsident:
 Hugo Bischof (KPD)

## Zusammensetzung
Folgende Parteien waren am 26. Februar 1946 im Landtag vertreten:
- SPD: 21 Sitze
- CDU: 14 Sitze
- FDP: 1 Sitz
- KPD: 6 Sitze
- Deutsche Aufbaupartei: 1 Sitz
- Fraktionslos waren 19 Abgeordnete

## Abgeordnete
| Name                               | Lebensdaten | Fraktion              | Bemerkungen                                                                                                   |
| ---------------------------------- | ----------- | --------------------- | --- |
| Karl Albrecht                      | 1904–1974   | SPD                   | ausgeschieden am 24. Juni 1946                                                                                |
| Heinrich Ambrosius                 | 1879–1968   | FDP                   | ab 13. März 1946 Hospitant bei der CDU, ab 20. August 1946 CDU                                                |
| Hans Ambs                          | 1898–1962   | KPD                   | |
| Thomas Andresen                    | 1897–1972   | CDU                   | |
| Erich Arp                          | 1909–1999   | SPD                   | |
| Peter Christel Asmussen            | 1887–1959   | FDP                   | eingetreten am 11. April 1946                                                                                 |
| Theodor Bannier                    | 1883–????   | fraktionslos          | Hospitant bei der CDU, eingetreten am 13. März 1946                                                           |
| Hugo Bischof                       | 1892–1971   | KPD                   | |
| Claus Peter Boyens                 | 1880–1951   | CDU                   | eingetreten am 11. April 1946                                                                                 |
| Rudolf Brinckmann                  | 1889–1974   | fraktionslos          | |
| Heinz Burmeister                   | 1913–1972   | fraktionslos          | |
| Rudolf Burmester                   | 1888–1979   | CDU                   | |
| Bruno Diekmann                     | 1897–1982   | SPD                   | eingetreten am 11. April 1946                                                                                 |
| Frieda Döbel                       | 1911–1977   | SPD                   | |
| Paul Dölz                          | 1887–1975   | SPD                   | eingetreten am 11. April 1946                                                                                 |
| Heinrich Fischer                   | 1909–1983   | SPD                   | |
| Max Frauböse                       | 1892–1966   | CDU                   | |
| Andreas Gayk                       | 1893–1954   | SPD                   | |
| Paul Groß                          | 1897–1949   | SPD                   | |
| Rudolf Günther                     | 1912–1992   | CDU                   | |
| Ferdinand Graf Hahn                | 1875–1955   | CDU                   | ausgeschieden am 10. April 1946                                                                               |
| Walter Harckensee                  | 1893–1968   | Deutsche Aufbaupartei | ab 22. März 1946 Deutsche Konservative Partei – Deutsche Rechtspartei, ab 12. Juni 1946 Hospitant bei der CDU |
| Friedrich Hardt                    | 1902–1995   | fraktionslos          | ab 13. März 1946 Hospitant bei der CDU                                                                        |
| Gerhard Hart                       | 1889–????   | fraktionslos          | |
| Paul Husfeldt                      | 1909–1972   | CDU                   | |
| Johannes Iversen                   | 1888–1948   | fraktionslos          | ab 13. März 1946 Hospitant bei der CDU                                                                        |
| Emil Jahn                          | 1886–????   | SPD                   | |
| Elisabeth Jensen                   | 1908–1978   | fraktionslos          | |
| Peter Jensen                       | 1890–1969   | CDU                   | eingetreten am 11. April 1946                                                                                 |
| Willi Johannsen                    | 1904–1976   | fraktionslos          | dänische Minderheit, eingetreten am 11. April 1946                                                            |
| Julius Jürgensen                   | 1896–1957   | KPD                   | |
| Bernhard Kalk                      | 1902–1981   | SPD                   | |
| Ernst Kintzinger                   | 1901–1977   | fraktionslos          | eingetreten am 11. April 1946, Hospitant bei der CDU, ausgeschieden am 2. September 1946                      |
| Friedrich Klaus                    | 1887–1964   | CDU                   | |
| Wilhelm Kuklinski                  | 1892–1963   | SPD                   | |
| Hermann von Mangoldt               | 1895–1953   | fraktionslos          | ab 13. März 1946 Hospitant bei der CDU, ab 12. Juni 1946 CDU                                                  |
| Emil Matthews                      | 1895–????   | KPD                   | |
| Dora Möller                        | 1894–1981   | SPD                   | |
| Hinrich Möller                     | 1891–1960   | CDU                   | |
| Rudolf Muuß                        | 1892–1972   | CDU                   | ab 11. April 1946 Hospitant der CDU                                                                           |
| Ernst Nagel                        | 1898–1976   | fraktionslos          | ausgeschieden am 20. August 1946                                                                              |
| Agnes Nielsen                      | 1894–1967   | KPD                   | |
| Andreas Nielsen                    | 1883–1958   | SPD                   | |
| Friedrich Odening                  | 1881–1953   | fraktionslos          | ab 13. März 1946 Hospitant bei der CDU                                                                        |
| Kurt Ohff                          | 1906–1969   | fraktionslos          | Hospitant bei der CDU                                                                                         |
| Hans Oldorf                        | 1896–1964   | SPD                   | eingetreten am 24. Juni 1946                                                                                  |
| Hermann Olson                      | 1893–1958   | SPD                   | eingetreten am 11. April 1946                                                                                 |
| Karl Panitzki                      | 1881–1970   | SPD                   | |
| Jann Eduard Pauls                  | 1890–1976   | fraktionslos          | ausgeschieden am 13. März 1946                                                                                |
| Gustav Paulsen                     | 1876–1955   | fraktionslos          | ausgeschieden am 6. Mai 1946                                                                                  |
| Martin Pörksen                     | 1903–2002   | fraktionslos          | ausgeschieden am 13. März 1946                                                                                |
| Kurt Pohle                         | 1899–1961   | SPD                   | |
| Otto Preßler                       | 1895–1981   | KPD                   | |
| Hermann Raabe                      | 1873–????   | fraktionslos          | ausgeschieden am 11. April 1946                                                                               |
| Victor Graf von Reventlow-Criminil | 1916–1992   | fraktionslos          | ab 12. Juni 1946 Hospitant bei der CDU, ab 20. August 1946 dänische Volksgruppe                               |
| Carl Richardsen                    | 1896–1977   | CDU                   | |
| Willy Rickers                      | 1882–1957   | CDU                   | |
| Franz Ryba                         | 1910–1987   | fraktionslos          | |
| Heinz Salomon                      | 1900–1969   | SPD                   | |
| Ludwig Salomon                     | 1875–1953   | SPD                   | ausgeschieden am 20. August 1946                                                                              |
| Marie Schmelzkopf                  | 1887–1966   | SPD                   | |
| Adolf Schrörs                      | 1900–????   | CDU                   | eingetreten am 10. Juli 1946                                                                                  |
| Carl Schröter                      | 1887–1952   | CDU                   | ausgeschieden am 7. Mai 1946                                                                                  |
| Bertha Schulze                     | 1889–1967   | KPD                   | eingetreten am 6. Mai 1946                                                                                    |
| Georg Seeler                       | 1895–1979   | SPD                   | |
| Otto Siewert                       | 1913–1986   | fraktionslos          | ab 13. März 1946 CDU                                                                                          |
| Hans Stade                         | 1888–1987   | SPD                   | |
| Adolf Steiger                      | 1888–1960   | SPD                   | |
| Willi Steinhörster                 | 1908–1978   | SPD                   | |
| Theodor Steltzer                   | 1885–1967   | CDU                   | |
| Rudolf Thietz                      | 1885–1966   | fraktionslos          | |
| Johannes Thole                     | 1880–1952   | CDU                   | |
| Emil Timm                          | 1876–1947   | fraktionslos          | |
| Johann Vorbrook                    | 1900–????   | SPD                   | eingetreten am 30. Juli 1946                                                                                  |
| Charlotte Werner                   | 1908–1998   | SPD                   | |
| Georg Witt                         | 1909–1975   | fraktionslos          | ab 13. März 1946 Hospitant bei der CDU, ab 20. August 1946 CDU                                                |
| Otto Wulff                         | 1891–????   | CDU                   | |
| Walter Zappe                       | 1905–1980   | SPD                   | |